# Helicopsyche petersorum
Helicopsyche petersorum là một loài Trichoptera trong họ Helicopsychidae. Chúng phân bố ở miền Australasia.